# Gerardo Machado

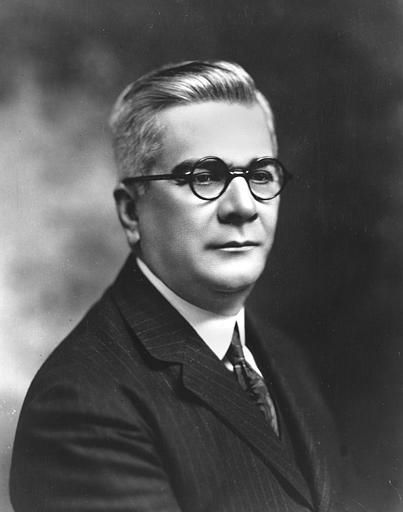
Gerardo Machado

Gerardo Machado y Morales (* 28. November 1871 in Santa Clara, Kuba; † 29. März 1939 in Miami, USA), kubanischer Politiker und Diktator, war von 1925 bis 1933 fünfter Präsident der Republik Kuba.

## Leben
Machado war der Sohn eines Einwanderers von der Insel La Palma (Kanarische Inseln) und entstammte bescheidenen wirtschaftlichen Verhältnissen. Vor Beginn seiner Militärlaufbahn arbeitete er als Metzger in Santa Clara. Er nahm am kubanischen Unabhängigkeitskrieg gegen die spanische Kolonialmacht (Guerra de Independencia 1895–1898) teil und hatte zuletzt den Rang eines Generals.
Nach dem Unabhängigkeitskrieg wurde Machado Geschäftsmann und leitete die Niederlassung von General Electric in Kuba. 1924 wurde er zum Präsidentschaftskandidaten der Liberalen Partei (Partido Liberal de Cuba) bestimmt. Er war der designierte Nachfolger von Alfredo Zayas.
Am 20. Mai 1925 wurde er zum Präsidenten gewählt. Machado, der sich zu Anfang auf breite politische Unterstützung berufen konnte, entmachtete schrittweise die seine Macht beschränkenden politischen Institutionen und etablierte eine auf das Militär gestützte autoritäre Alleinregierung. Aus Mexiko übernahm Machado die einst von Porfirio Díaz eingeführte Ley de Fuga, welche außergerichtliche Hinrichtungen erlaubte. Die Geheimpolizei der Porristas terrorisierte indes die Bevölkerung.
Machado vertrat insbesondere die Interessen der großen Zuckerplantagen-Besitzer und der US-amerikanischen Elektroindustrie (ITT, General Electric etc.), die seinen Wahlkampf mit einer Million US-Dollar unterstützt hatten. Unter seiner Ägide florierte der Tourismus und seine Begleiterscheinungen, Prostitution und Glücksspiel. Gleichzeitig profitierten die Rumproduzenten von der Prohibition in den USA, denn auf der Insel konnten Spirituosen weiterhin ungehindert konsumiert werden.

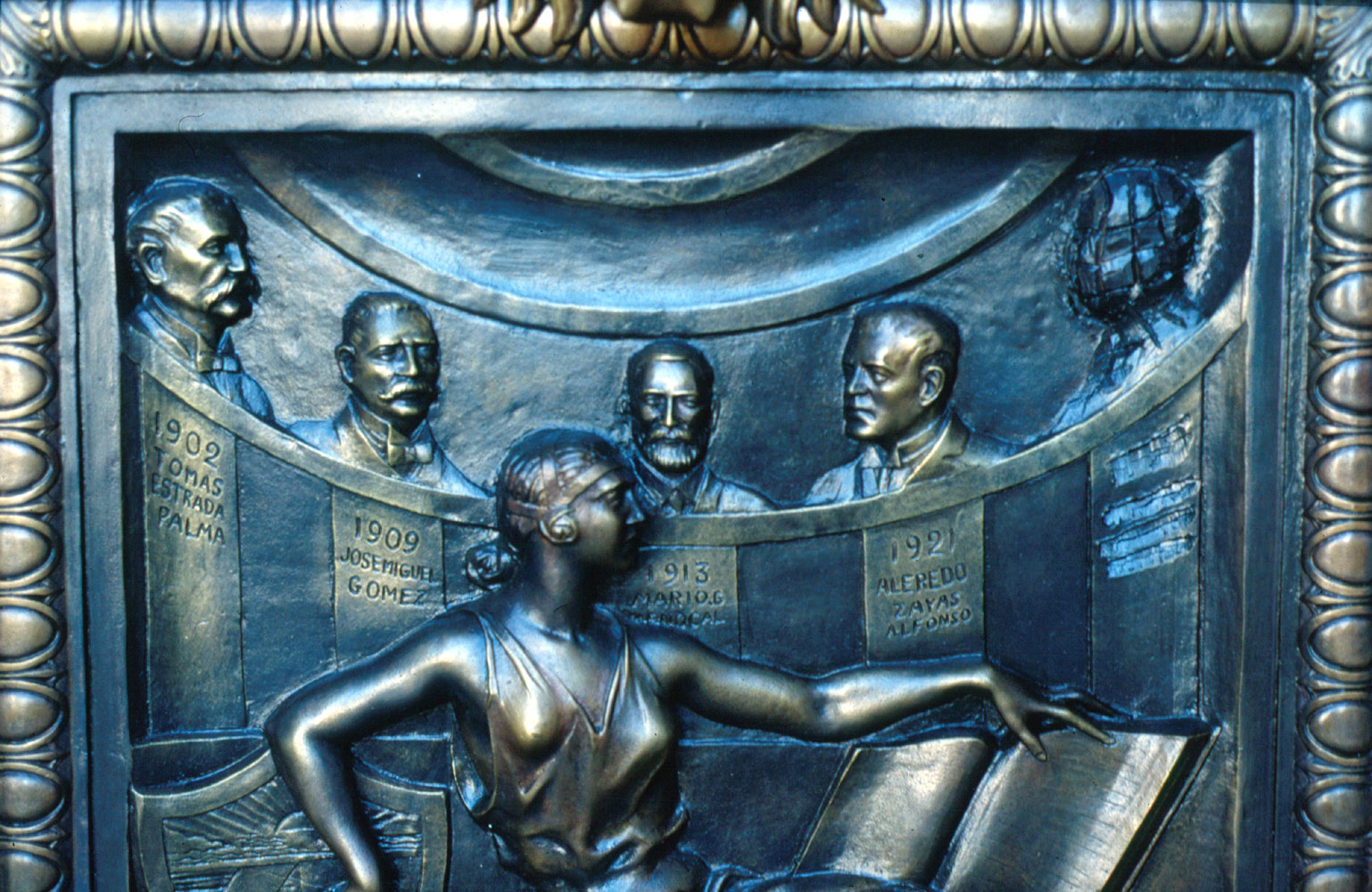
Portal des Kapitols von Havanna: die ersten kubanischen Präsidenten – mit dem 1933 weggeätzten Gesicht des Diktators Machado

Unter Machados Herrschaft wurde die Carretera Central, die zweispurige Zentral-Autostraße von La Fe im Westen über Havanna nach Santiago de Cuba, das Kapitol von Havanna und das Gefängnis Presidio Modelo auf der Isla de la Juventud gebaut. Allein der Bau des Kapitols verschlang rund 20 Millionen US-Dollar. Entsprechend stark wuchs die Staatsverschuldung, begleitet von einer allgegenwärtigen Korruption.
Nach einer Wahl 1929, deren einziger Kandidat Machado war, kam es ab 1930 zu einer stets ansteigenden Widerstandsbewegung, die zunächst von Intellektuellen und Arbeitern ausging, dann aber weite Teile auch der bürgerlichen Schichten erfasste.
Machado war seit Ende der 1890er Jahre Mitglied einer Freimaurerloge. 1929 erließ er ein Dekret, wodurch die Gran Logia de la Isla de Cuba ein staatliches Grundstück für den Bau eines Großlogentempels erhielt. Er knüpfte daran die Bedingung, dass in diesem Haus auch eine öffentliche Bibliothek und eine Laienschule eingerichtet wird. Der Glockenturm des Gebäudes erhielt eine Statue des freien Gedankens mit einem nachts brennenden Fanal (siehe auch Geschichte der Freimaurerei in Kuba).
Machados Politik rief immer heftigeren Widerstand im Land hervor, der schließlich in der siegreichen Demokratischen Revolution von 1933 gipfelte. Am 11. August 1933 musste er per Flugzeug fluchtartig das Land verlassen. Er verstarb 1939 in Miami.